# Bus turístico nocturno de Zaragoza
El bus turístico nocturno de Avanza Zaragoza es una línea de autobús que realiza el recorrido comprendido entre los diferentes puntos de interés nocturno en la ciudad de Zaragoza (España). Está promovido por el Patronato de Turismo del Ayuntamiento de Zaragoza.

## Recorrido
El bus turístico nocturno solo da servicio en los meses de julio, agosto y septiembre. La duración total de su recorrido es de 1 hora y 15 minutos, y parte de la Calle Don Jaime I de la capital aragonesa. Tiene 14 paradas.

## Desvíos actuales (no incluidos en la tabla)
No hay desvíos actualmente.